# Убийца (фильм, 1990)
«Убийца» — полнометражный фильм, драма с элементами триллера, снятый в 1990 году режиссёром Сергеем Мартьяновым. Фильм снят по мотивам одноимённой повести Александра Крашенинникова.

## Сюжет
Инженер ТЭЦ Павел Смирнов (Владимир Антоник) дружит с соседом, влиятельным в городе начальником Эрнстом Дюкиным (Роман Громадский). Сын Дюкина — Алька — на пару с другом Колькой Поповым соблазняют и насилуют малолетнюю дочь Смирнова, после чего девушка совершает самоубийство. Отец мстит обидчикам. После убийства Попова идея мести овладевает персонажем окончательно. Он стремится найти и убить Альку, которого прячет и охраняет отец. В дороге, в тайге Павел осознаёт, что он, как и все вокруг, виновен в гибели дочери, что причина трагедии в тотальной бездуховности, из которой нет выхода никому — даже собаке, которая случайно попала к нему в лодку. Павел смиряется с неизбежностью скорой гибели.
На опушке у реки вооружённый двустволкой Смирнов сталкивается лицом к лицу с мамой Альки — Анной Дюкиной (Светлана Крючкова), тоже вооружённой ружьём. Дуэль Павла и Анны — это дуэль людей, потерявших в погоне за достатком и комфортом своих детей. В картине чувствуется мрачное и безрадостное отношение к жизни, созвучное духовным стихам и песням русских староверов.

## В ролях
| Актёр               | Роль                                            |
| ------------------- | ----------------------------------------------- |
| Владимир Антоник    | отец Тани Павел Смирнов                         |
| Елена Борзова       | мать Тани Наталья Смирнова                      |
| Ирина Ноздренко     | 13-летняя Таня Смирнова                         |
| Роман Громадский    | сосед Эрнст Дюкин                               |
| Светлана Крючкова   | Анна Дюкина                                     |
| Евгений Новосёлов   | насильник Алька Дюкин                           |
| Виктор Соловьёв     | Григорий Попов                                  |
| Владимир Шевелёв    | насильник Колька Попов                          |
| Светлана Коновалова | бабушка Тани без имени, эпизодическая роль      |
| Станислав Михин     | следователь без имени, эпизодическая роль       |
| Анатолий Ведёнкин   | Краснопёров                                     |
| Сергей Максачёв     | Сорокин                                         |
| Олег Митяев         | певец на кладбище без имени, эпизодическая роль |

## Производство
Фильм снят на Свердловской киностудии в сентябре — октябре 1990 года. Последующая дистрибуция производилось при участии кинокомпании «Катарсис». Натурные съёмки проходили в Свердловске (в районах Уралмаш и Химмаш), а также на природе, в окрестностях Среднеуральской ГРЭС и на реке Исеть. Эпизодическую безымянную роль исполнил бард Олег Митяев: в сцене на кладбище он играет на гитаре и поёт песню «Сахалин». Фильм снят за 18 съёмочных дней.

## Критика
Режиссёр картины отмечал, что киносеансы «Убийцы» собирали значительное количество зрителей, выказывающей ей интерес больший, чем другим позициям кинорепертуара. Однако ряд зрителей, по опросу в Интернете, классифицирует фильм как «чернуху». Кинокритик Дмитрий Карпюк отметил схожесть фильма с более поздними произведениями: «Беспросветный rape-revenge Свердловской киностудии с откровенно педофильскими нотками […] Как если бы „Ворошиловский стрелок“ был по-настоящему мрачным». Однако рецензент сайта «Зона ужаса» дал фильму следующую оценку: «Патологически тяжелый фильм, снятый в последний год Советского Союза, фильм-диагноз, фильм-предупреждение о распаде нравственных ценностей, о разрыве связи между родителями и детьми и о том, к каким трагедиям это приводит. […] психологический остросоциальный триллер, с беспощадной бескомпромиссностью показавший и теперь уже ясно и понятно сохранивший для нас срез того непростого времени, когда рушились моральные ценности и устои».